# 喬爾·T·黑德利
喬爾·泰勒·黑德利（Joel Tyler Headley，1813年12月30日—1897年1月16日）是美國歷史學家、作家、政治家。曾擔任過紐約州務卿。